# Chosen
Chosen (hebr. חוסן) – moszaw położony w Samorządzie Regionu Ma’ale Josef, w Dystrykcie Północnym, w Izraelu.

## Położenie
Moszaw jest położony na wysokości 466 metrów n.p.m. w centralnej części Górnej Galilei. Leży w wadi strumienia Peki’in u podnóża płaskowyżu Wyżyny Peki’in (ok. 886 m n.p.m.). Na północ od osady jest położone Agam Monfort. Okoliczne wzgórza są zalesione. W otoczeniu moszawu Chosen znajdują się miasto Ma’alot-Tarszicha, miejscowości Peki’in, Kisra-Sumaj i Kefar Weradim, oraz moszaw Curi’el. Na południowym zachodzie jest położona strefa przemysłowa Tefen.

### Podział administracyjny
Chosen jest położony w Samorządzie Regionu Ma’ale Josef, w Poddystrykcie Akka, w Dystrykcie Północnym Izraela.

## Demografia
Stałymi mieszkańcami moszawu są wyłącznie Żydzi. Tutejsza populacja jest świecka:

Źródło danych: Central Bureau of Statistics.

## Historia

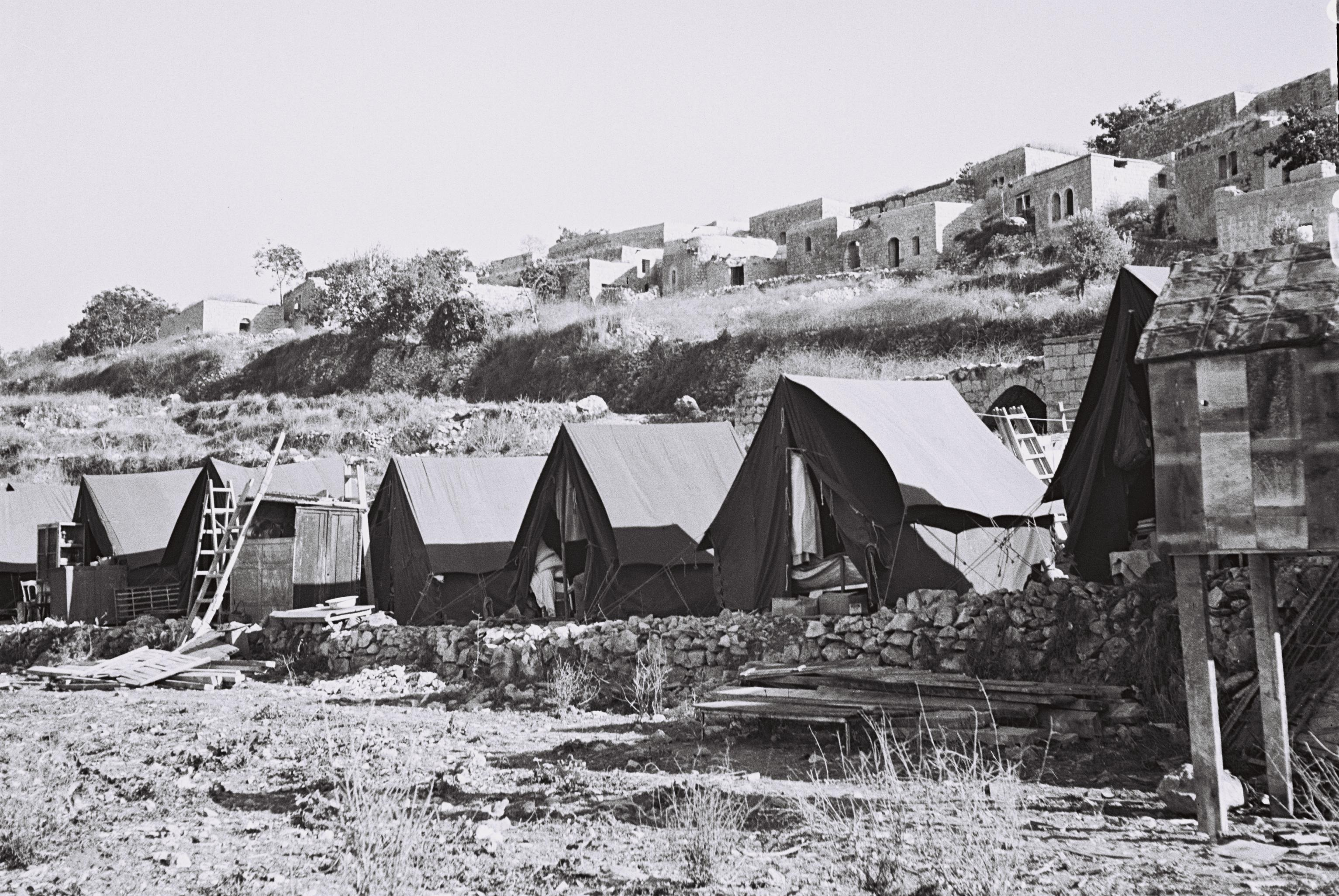
Namioty żydowskich imigrantów na terenie zniszczonej arabskiej wioski Suhmata

Pierwotnie w rejonie tym znajdowała się arabska wieś Suhmata. W wyniku I wojny światowej cała Palestyna przeszła pod panowanie Brytyjczyków, którzy utworzyli Brytyjski Mandat Palestyny. Przyjęta 29 listopada 1947 roku Rezolucja Zgromadzenia Ogólnego ONZ nr 181 przyznała ten obszar państwu arabskiemu. Podczas wojny domowej w Mandacie Palestyny w 1948 roku w rejonie wioski stacjonowały siły Arabskiej Armii Wyzwoleńczej, które paraliżowały żydowską komunikację w całej Galilei. Podczas I wojny izraelsko-arabskiej w październiku 1948 roku Izraelczycy przeprowadzili operację „Hiram”, w trakcie której w dniu 30 października zajęto wieś Suhmata. Jej mieszkańców wysiedlono, a następnie wyburzono domy. Współczesny moszaw został założony w 1949 roku przez byłych członków paramilitarnej żydowskiej organizacji Irgun i prawicowej partii politycznej Herut. Początkowo osada nazywała się Nachl Szlomo (hebr. נחלת שלמה), na cześć Szlomo ben Josefa straconego przez Brytyjczyków w 1938 roku za działalność terrorystyczną. W 1999 roku w zachodniej części moszawu wybudowano nowe osiedle, przeznaczone na mieszkania dla osób nie związanych z rolnictwem. Spowodowało to wzrost liczebności mieszkańców i było impulsem do rozwoju osady.

## Edukacja
Moszaw utrzymuje przedszkole. Starsze dzieci są dowożone do szkoły podstawowej w moszawie Me’ona lub szkoły średniej przy kibucu Kabri.

## Kultura i sport
W moszawie znajduje się ośrodek kultury z biblioteką. Z obiektów sportowych jest boisko do piłki nożnej.

## Infrastruktura
W moszawie jest przychodnia zdrowia, sklep wielobranżowy oraz warsztat mechaniczny.

## Turystyka
Okoliczne tereny Górnej Galilei są atrakcyjnym obszarem do turystyki pieszej. W moszawie istnieje możliwość wynajęcia noclegu.

## Gospodarka
Gospodarka moszawu opiera się na drobnym rolnictwie – głównie uprawa oliwek. Część mieszkańców dojeżdża do pracy w pobliskich strefach przemysłowych.

## Transport
Z moszawu wyjeżdża się na północny wschód na drogę nr 864, którą jadąc na południowy wschód dojeżdża się do miejscowości Peki’in, lub jadąc na północny zachód dojeżdża się do skrzyżowania z drogą nr 89. Jadąc nią na północny zachód dojeżdża się do miasta Ma’alot-Tarszicha, lub na wschód do moszawu Curi’el.